# Enrique Obregón Valverde
Enrique Obregón Valverde (Santa María, Dota, 13 de octubre de 1924 - 6 de abril de 2022) fue un político, periodista, escritor y profesor costarricense. Militante del Partido Liberación Nacional la mayor parte de su vida salvo por un breve lapso en los años 1960, es considerado uno de los principales referentes de la izquierda liberacionista.

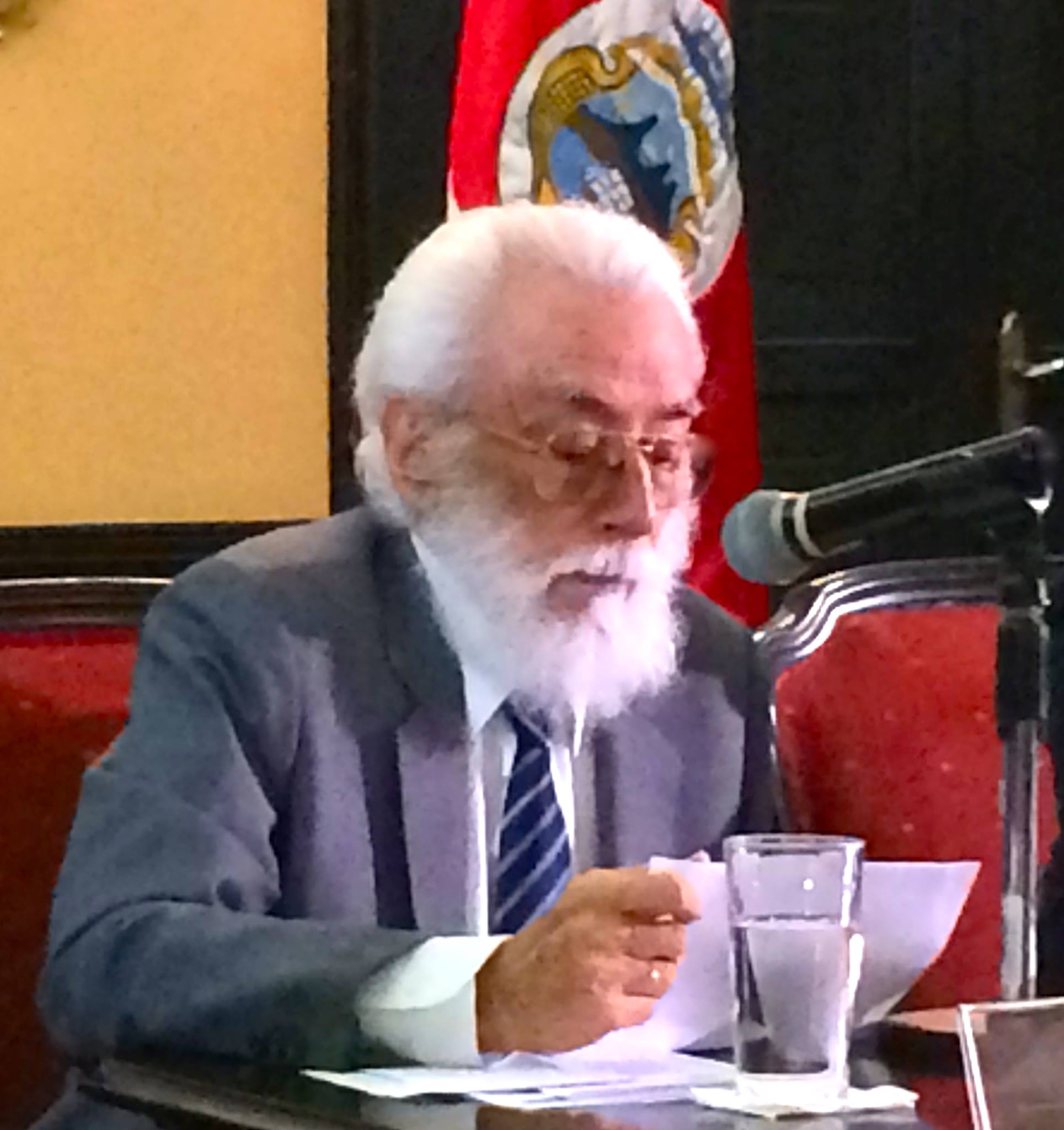
Enrique Obregón Valverde, hablando en la Asamblea Legislativa, 2014

## Biografía
Obregón Valverde nació en Santa María, en el cantón de Dota, el 13 de octubre de 1924.

## Estudios
Realizó la educación primaria en la Escuela Ascensión Esquivel, de Alajuela, y la secundaria en el Instituto de Alajuela. Su formación universitaria inició en la Universidad de Costa Rica y la completó en la Universidad Complutense de Madrid, donde obtuvo la licenciatura de Derecho y estudios superiores en Derecho Administrativo y Derecho Internacional Público.

## Cargos políticos
- Presidente de la Municipalidad de Pérez Zeledón.
- Diputado por ese Cantón a la Asamblea Legislativa.
- Ministro de Gobernación y Policía.
- Embajador en: España, ante la Santa Sede, ante la Orden de Malta, en Suiza, ante los organismos de las Naciones Unidas en Ginebra y en Moscú.
- También fue Embajador extraordinario y Plenipotenciario ante el Gobierno español para tramitar el empréstito para el canal 13 que iría a servir de base para la Universidad Estatal a Distancia, la cual gestionó y ayudó a fundar.
- Asesor del Ministro de Educación Pública del Gobierno de Daniel Oduber.
- Asesor político de Oscar Arias en su primera administración.

## Periodismo
- Director del periódico El Universitario durante tres años.
- Editor del periódico Excelsior y articulista diario durante cuatro años.
- Articulista diario de La República durante año y medio y colaborador de La Prensa Libre y La Nación.
- Ha publicado más de mil seiscientos artículos.
- Colaborador frecuente de la Revista Nacional de Cultura de la Universidad Estatal a Distancia.

## Otros cargos
- Miembro de los Consejos Universitarios de la Universidad de Costa Rica y de la Universidad Nacional.
- Profesor de Historia de la Cultura y de las Ideas Políticas en la Universidad de La Salle.
- Director de la Biblioteca, editor de publicaciones y conferencista sobre la socialdemocracia del Centro de Estudios Democráticos para América Latina (CEDAL) correspondiente del Partido Socialdemócrata de Alemania.
- Director durante ocho años del Instituto Nacional de Aprendizaje (INA)

## Publicaciones
- CINCO POETAS UNIVERSITARIOS, Compartido, Universidad de Costa Rica, 1952;
- PARTE DE UN CAMINO: Prosa lírica, Imprenta Vargas, 1959;
- ESTE DÍA: recoge cuatrocientos artículos publicados en Excelsior, Editorial Juricentro, 2002.
- ESCALERITA AL JARDÍN: Prosa lírica, Euned, 2009;
- EL SEÑOR ROCHA: Cuentos, Euned, 2010;

### Socialdemocracia
- ¿TIENE  FUTURO LA DEMOCRACIA?: Euned, 2002;
- SOCIALISMO DEMOCRÁTICO Y EL PARTIDO LIBERACIÓN NACIONAL: Euned, 2003;
- ABC de la Socialdemocracia, Euned, 2005;
- GOBERNAR PARA EL PUEBLO: Euned, 2009;
- DIRIGENTES HISTÓRICOS DEL PARTIDO LIBERACIÓN NACIONAL: Semblanzas, 2000;

EN TRÁMITE DE PUBLICACIÓN:  Discursos en la Asamblea Legislativa, Segundo tomo de Escalerita al Jardín, y cuarto tomo de Socialdemocracia.

## Condecoraciones
Por Real Decreto de Juan Carlos I, Rey de España, ha obtenido: Encomienda de la Orden del Mérito Civil, Gran Cruz de la Orden del Mérito Civil, Gran Cruz de la Orden de Isabel la Católica.
Además: Medalla de Oro de la Asociación Española de Amigos de la Infancia (AMADE) y Magnam Crucem de la Orden Militar de Malta.

## Labor legislativa
Como actividad destacada, presentó y logró que se aprobara el proyecto de ley de reforma de la Constitución Política para universalizar los seguros sociales. Además, redactó y logró que se aprobara la ley que creó el Instituto de Tierras y Colonización.

### Partido Liberación Nacional
Perteneció al grupo que redactó la Carta de Fundación del Partido Liberación Nacional; integró después, en dos ocasiones, el Directorio Político, y una vez, el Comité Político.
En 1962 fue candidato a la Presidencia de la República por el Partido Acción Democrática Popular.
Obregón fue diputado de la Asamblea Legislativa en el período 1958-1962, embajador de Costa Rica ante España y ministro durante la administración de Luis Alberto Monge de quien se dice intentó nombrar ministros provenientes de las alas derecha e izquierda del PLN por igual (como fue el caso del empresario Benjamín Piza como ministro de seguridad, de pensamiento conservador).
Obregón, autoproclamado socialdemócrata, fundó en 1960 el Partido Acción Democrática Popular que lo postuló a él mismo como candidato presidencial para las elecciones de 1962. Obregón afirmó que la meta del PADP era rescatar los ideales socialdemócratas que se habían perdido en el Partido Liberación Nacional. Para estas elecciones realizadas en plena guerra fría el sentimiento anticomunista era muy arraigado, el Partido Vanguardia Popular, histórico bastión de la izquierda costarricense, intentó legalizarse de nuevo pero la Asamblea Legislativa aplicó la legislación vigente disolviéndolo, sin embargo el PADP era oficialmente un partido socialista, no comunista, así que no fue ilegalizado y la dirigencia de Vanguardia le dio la adhesión a Obregón. Los principales candidatos de esas elecciones se acusaban mutuamente de tener vínculos con el comunismo; Francisco Orlich Bolmarcich del PLN señalaba a Rafael Calderón Guardia por su antigua alianza con los comunistas en los tiempos del Bloque de la Victoria mientras Calderón, candidato del PRN, acusaba a Pepe Figueres (líder del PLN) de simpatías con Fidel Castro y de que la ideología socialista era similar al comunismo. Todos, empero, acusaban al PADP de ser el partido donde militaban los comunistas. Obregón fue el candidato menos votado en esas elecciones obteniendo menos del 1% de los votos y un solo diputado en la Asamblea.
Pasadas las elecciones Obregón retornaría al PLN y el PADP desaparecería. Sería ministro de Luis Alberto Monge y en el 2013 le dio la adhesión al candidato liberacionista Johnny Araya Monge, sobrino de Monge.

## Fallecimiento
Falleció el 6 de abril de 2022 a los 97 años de edad.